# Klasyfikacja statystyczna
Klasyfikacja statystyczna – rodzaj algorytmu statystycznego, który przydziela obserwacje statystyczne do klas, bazując na atrybutach (cechach) tych obserwacji.

## Definicja formalna
Dla danego zbioru danych trenujących {\displaystyle \{(\mathbf {x_{1}} ,y),\dots ,(\mathbf {x_{n}} ,y)\}} znaleźć klasyfikator {\displaystyle h:{\mathcal {X}}\to {\mathcal {Y}},} który przydziela obiektowi {\displaystyle \mathbf {x} \in {\mathcal {X}}} klasę {\displaystyle y\in {\mathcal {Y}}.} Przykładowo, jeśli problem dotyczy filtrowania spamu, wówczas {\displaystyle \mathbf {x_{i}} } to pewna reprezentacja wiadomości, a {\displaystyle y} to „spam” lub „nie spam”.
Przykłady klasyfikatorów:
- klasyfikatory liniowe
  - naiwny klasyfikator bayesowski
  - perceptron
- K-najbliższych sąsiadów
- drzewa decyzyjne
- sieci bayesowskie